# Huanca Sancos
Huanca Sancos é uma cidade do Peru, situada na região de  Ayacucho. Capital da  província homônima, sua população em 2017 foi estimada em 3.023 habitantes.